# Archytas lateralis
Archytas lateralis là một loài ruồi trong họ Tachinidae.